# Realpolitik

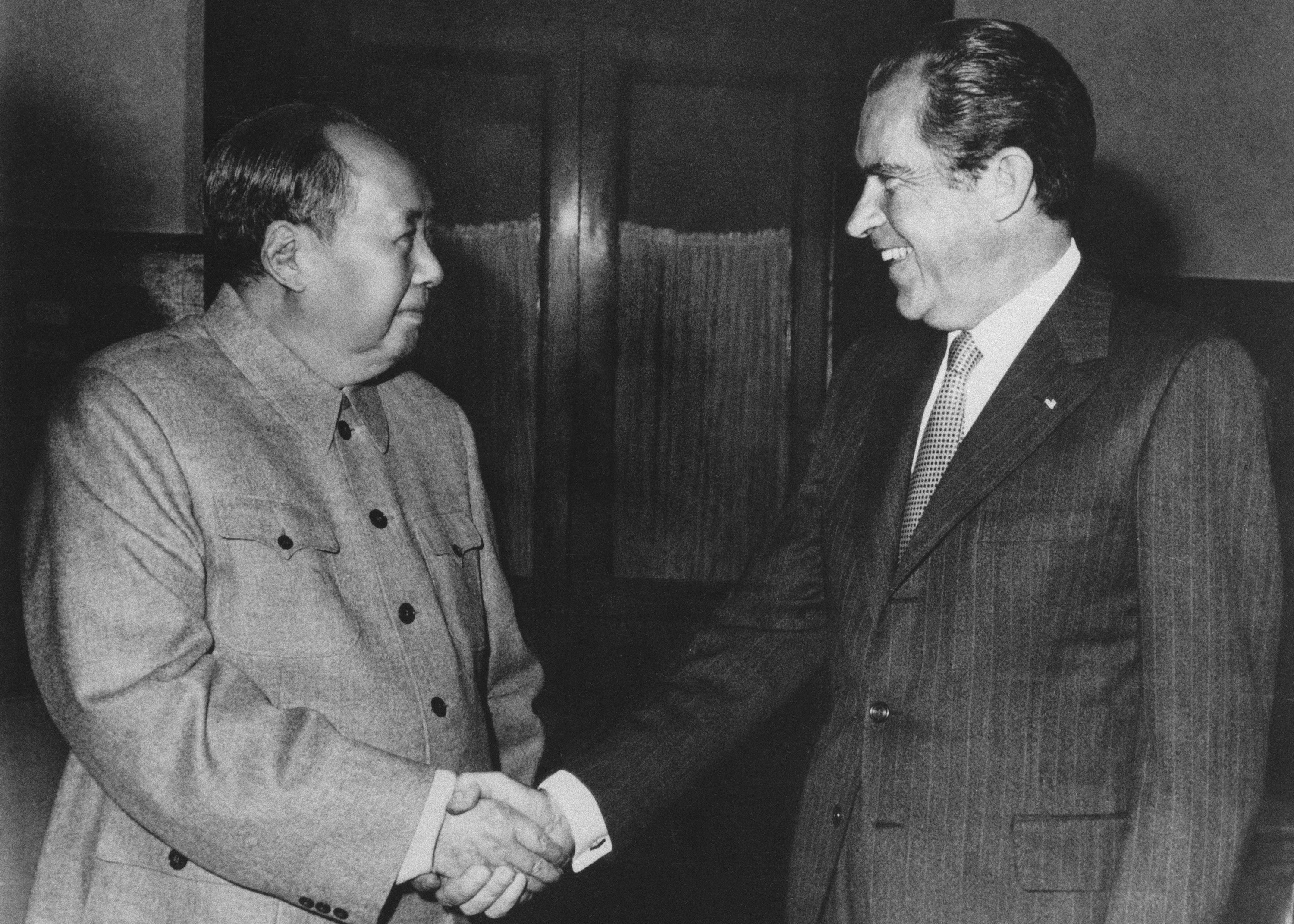
El presidente estadounidense Richard Nixon (primer presidente de aquel país en funciones en viajar a China) estrechando la mano con el líder chino Mao Tse-tung en 1972, durante la Guerra Fría.

Realpolitik (pronunciado /realpolitík/; proviene del alemán Realpolitik, lit. 'política realista') es la política o diplomacia basada principalmente en consideraciones de circunstancias y factores dados, en lugar de nociones ideológicas explícitas o premisas éticas y morales. A este respecto, comparte aspectos de su enfoque filosófico con los del realismo y el pragmatismo. A menudo se lo denomina simplemente «pragmatismo» en política, p. «siguiendo políticas pragmáticas».

## Origen
Otto von Bismarck acuñó el vocablo al cumplir la petición del príncipe Klemens von Metternich de encontrar un método para equilibrar el poder entre los imperios europeos. El equilibrio de poderes significaba la paz, y los practicantes de la realpolitik intentaban evitar la carrera armamentista. Sin embargo, durante los primeros años del siglo XX, la realpolitik fue abandonada y en su lugar se practicó la doctrina Weltpolitik, y la carrera armamentista recobró su brío y abocó, juntamente con otras circunstancias, a la Primera Guerra Mundial.

## Principales exponentes
Uno de los precursores más famosos fue Nicolás Maquiavelo, conocido por su obra El príncipe. Maquiavelo sostenía que la única preocupación de un «príncipe» (o gobernante) debería ser la de buscar y retener el poder para así conseguir el beneficio de su Estado, proclamando que las consideraciones éticas o religiosas eran inútiles para este fin. Sostenía además Maquiavelo que el bienestar del Estado dependía de que el gobernante aprendiera a utilizar el mal para lograr el bien, asumiendo que el «príncipe» debía realizar los engaños e intrigas que fuesen necesarias para no caer en los engaños e intrigas de sus rivales. Sus ideas fueron más tarde expandidas y practicadas por el cardenal Richelieu en su raison d'etat durante la guerra de los Treinta Años. El historiador griego Tucídides y el teórico militar chino Sun Tzu también son citados como precursores de la realpolitik, al postular que los mandatos éticos y religiosos de sus respectivas culturas eran inútiles para explicar o asegurar el éxito político.
En alemán, el término realpolitik es más frecuentemente utilizado para distinguir las políticas modestas (realistas) de las políticas exageradas. Un ejemplo histórico es el hecho que el Reino de Prusia no hubiera anexionado territorio austrohúngaro después de ganar la guerra de las Siete Semanas en 1866, siendo este un resultado del seguimiento de la realpolitik por el canciller Bismarck con el fin último de lograr la reunificación alemana bajo mandato prusiano. Aquí, Prusia no buscaba la clásica expansión territorial sino debilitar fatalmente a Austria, la única potencia que podía perjudicar sus planes. Idénticas ideas se atribuyeron al conde Cavour de Italia en 1854, listo a ofrecer los territorios piamonteses de Niza y Saboya a Francia, a cambio de estimular artificialmente la hostilidad francesa contra Austria, el mayor rival del reino de Piamonte.
Hoy en día, la parte «realista» de un partido o ideología política no tiene problemas para ceder en algunos de sus principios si es necesario, con tal de conseguir cierto progreso en otros —que podrían ser considerados más importantes o centrales—, mientras que los sectores más «fundamentalistas» evitan a toda costa ceder en sus principios o comprometerlos, aunque eso suponga renunciar a posiciones que les permitan bien poner en práctica otros, bien influir en su desarrollo o en la toma de decisiones al respecto.